# Francisque Michel
Francisque Xavier Michel, född den 18 februari 1809 i Lyon, död den 18 maj 1887 i Paris, var en fransk litteratur- och kulturhistoriker.
Michel blev 1839 professor i utländsk litteratur vid Faculté des lettres i Bordeaux och 1854 korresponderande ledamot av Franska institutet. Michel verkade förtjänstfullt som utgivare av franska, engelska och angelsaxiska krönikor, diktverk och andra arbeten från 1000–1300-talen. Därjämte författade Michel flera om vidsträckt forskning vittnande kulturskildringar, av vilka de viktigaste är Histoire des races maudites de la France et de l'Espagne (2 band, 1847), Histoire des hôtelleries (2 band, 1850–1854; tillsammans med Édouard Fournier), Recherches sur les étoffes de soie, d'or et d'argent au moyen âge (2 band, 1852–1854), Étude de philologie comparée sur l'argot (1856) och Histoire du commerce et de la navigation à Bordeaux (2 band, 1867–1871), de tre sistnämnda prisbelönta av Franska institutet, samt översatte Sternes och Goldsmiths arbeten, valda verk av Shakespeare och dikter av Tennyson.